# Рёрик Ютландский
Рёрик Ютландский (старосканд. Hrørek (ᚺᚱᚬᚱᛖᚲ), Hrœrekr (ᚺᚱᚯᚱᛖᚲᚱ), лат. Roric, Rorich, Rorik) — один из наиболее успешных датских конунгов на службе у Каролингов. Упоминается во франкских хрониках как правитель Дорестада и ряда фризских земель в 841—873 годы. В Ксантенских анналах к нему прилагается прозвище «язва», или «желчь христианства» (лат. jel Christianitatis).

## Биография
Родословные связи Рёрика не вполне ясны. Вероятно, он принадлежал к династии Скьёльдунгов, правившей в Хедебю. Его дядей (возможно братом), по-видимому, был ютландский конунг Харальд Клак, однако кто из братьев Харальда был отцом Рёрика — вопрос открытый. Имеются предположения, что Рёрик родился после 810 года.
В ранней молодости Рёрик находился в тени своего дяди Харальда. Вместе они были изгнаны из Ютландии и жили грабежом фризских берегов. Они выступили на стороне Лотаря против его отца Людовика I Благочестивого (841), а после смерти Людовика были вознаграждены уделами в земле фризов.
Лотарь использовал верных ему норманнов как орудие в борьбе с братьями — Людовиком II Немецким и Карлом II Лысым, которые не оставляли планов овладения Нижними землями. В начале 840-х годов резиденцией Рёрика служил остров Виринген, а его дядя (брат) обосновался на Вальхерене. Богатый город Дорестад, похоже, находился в их совместном владении.
После заключения с братьями Верденского мира (843) Лотарь, по-видимому, избавился от необходимости держать в Дорестаде норманнских наёмников. В 844 году Рёрик с дядей были обвинены в измене и брошены в темницу, где Харальд скончался (по другим сведениям он прожил до 852 года). Рёрик бежал из заточения во владения Людовика Немецкого и после нескольких лет, проведённых в земле саксов, принялся опустошать пиратскими набегами северные берега Лотаревой державы.
В 850 году Рёрик при содействии своего двоюродного брата Годфреда Харальдсона отвоевал у Лотаря Дорестад и Утрехт. По совету приближённых Лотарь пошёл с ним на мир с условием, что Рёрик будет ограждать северные земли Лотаря от набегов датчан. Едва ли Лотарю пришлось раскаяться в своём решении: за время правления Рёрика хронисты упоминают только два набега норманнов на Нидерланды. Бертинские анналы сообщают по этому поводу:

Рорик, племянник Хериольда, который недавно отложился от Лотаря, взяв с собой войска норманнов, с множеством кораблей опустошил Фризию, остров Батавов и другие соседние места по Рейну и Ваалу. Лотарь, поскольку не мог подавить его, принял в вассалы и пожаловал ему Дорестад и другие графства.
Во время правления Рёрика в Дорестаде и Утрехте там продолжала чеканиться монета с профилем Лотаря, что свидетельствовало о вассальном положении Рёрика по отношению к франкскому императору. Пределы его владений в эти годы установить довольно сложно. Из источников следует, что Рёрик господствовал в Кеннемерланде, в Гендте на Ваале и на Зеландских островах. Утрехтский епископ Хунгер перебрался за пределы владений Рёрика, в Девентер.
В 854 году, по сообщению «Бертинских анналов», Рёрик с Готфредом приняли участие в распрях за главенство в Ютландии. Причиной этого источник называет то, что Лотарь передал всю Фризию своему сыну. Вмешательство в датские дела было неудачным. Три года спустя анналы сообщают о его новом вторжении в Данию. На этот раз, с одобрения Лотаря, ему удалось занять земли за пограничной рекой Айдер — возможно, до самого фьорда Шлее, на котором стоял отеческий Хедебю.
По версии некоторых учёных, около 857—862 годов Рёрик покорил славян-вендов. В «Деяниях данов» Саксона Грамматика сообщается, что датский конунг Хрёрик Метатель Колец, который отождествляется с Рёриком Ютландским, разбил флотилию куршей и свеев в морском сражении близ берегов Дании, а после ещё одного морского сражения с балтийскими славянами, в котором пал один из лучших его воинов Убби, принудил напавших платить ему дань. Однако время жизни Хрёрика Метателя Колец датируется исследователями VII веком.
Завоевания Рёрика в Ютландии не были долговечными, ибо в течение десяти лет они вернулись под власть датского конунга. Между тем остров Бетуве вместе с Дорестадом и Утрехтом был атакован датскими викингами — возможно, как возмездие за нападение Рёрика на Хедебю. В 863 году датские драккары были пропущены Рёриком вверх по Рейну в Рейнланд, где они разграбили и выжгли старинные города Нойс и Ксантен. Хронисты винят в этом нападении Рёрика.
Реймсский архиепископ Хинкмар откликнулся на события 863 года двумя посланиями. В письме к Рёрику он призывал его не давать приюта фландрскому графу Балдуину I, который сбежал с королевской дочерью. Во втором послании, адресованном утрехтскому епископу, Хинкмар советовал ему наложить на Рёрика епитимью за сотрудничество с варварами. Из этих писем следует, что к тому времени Рёрик уже принял христианство.
В 867 году во Фризии разгорелось восстание местных племён, вынудившее Рёрика на время покинуть её пределы. Известий об этом восстании практически не сохранилось. Известно лишь, что в 870 году Рёрик вновь правил Фризией как «король варваров» (barbarorum rex). За год до этого умер Лотарь II, и Рёрик поспешил в Нимвеген для переговоров с унаследовавшим его земли Карлом Лысым. В 872 году они вновь встречались, на этот раз в Маастрихте. О содержании переговоров хронисты не сообщают.
Последнее сообщение о Рёрике связано с тем, что в 873 году он принёс присягу на верность Людовику Немецкому. В Маастрихте его сопровождал Рудольф Харальдсон — по-видимому, племянник. В следующие за тем годы хронистами упоминается один только Рудольф. О том, что Рёрик умер до 882 года, можно судить по тому, что в этом году Фризия была передана под управление другого датчанина — Годфрида Фризского.

## Рёрик и Рюрик
Рёрик и Рюрик являются формами одного и того же имени, появившегося в VIII веке на прагерманском языке в первоначальной форме Hrōþirīks («Славный Правитель», от hrōþ «слава» + rīks «правитель»). При весьма редком среди исторических деятелей использовании такого имени даже в производных его формах требовалось научное исследование по вопросу отождествления Рёрика и с известным по «Повести временных лет» и другим русским летописям варягом Рюриком, основавшим русскую княжескую династию Рюриковичей.
Первая научная попытка отождествления данных исторических деятелей была сделана пастором Г. Голлманом (Hermann Friedrich Hollmann), опубликовавшим в 1816 году в Бремене работу «Рустрингия, первоначальное отечество первого российского великого князя Рюрика и братьев его. Исторический опыт».
В 1836 году Ф. Крузе, профессор Дерптского университета, также отождествил Рюрика с Рёриком Ютландским.
В 1929 году эту гипотезу возродил и заново аргументировал Н. Т. Беляев. В пользу этой гипотезы приводят аргумент о хронологических лакунах в описании деятельности Рёрика во Фризии (в 863—870 годах упоминаний в источниках о Рёрике нет), которые соответствуют упоминаниям о Рюрике в русских летописях.
В 1963 году польский историк Генрик Ловьмянский выпустил статью «Рорик Фрисландский и Рюрик „Новгородский“», в которой доказывал, что связей между Фризией, Свеонской Биркой и Северо-Западной Русью не было.
В 1968 году советский историк В. Т. Пашуто, со ссылкой на Ловмянского, писал в работе «Внешняя политика Древней Руси»: «Само предание о Рюрике лишено прочных исторических корней». По его мнению, в эпоху Рорика Фрисландского прямых связей Фрисландии и Дании с Русью не было, и вся деятельность Рорика проходила «в кругу датских и германских интересов». «В IX веке фризы не ходили на восток дальше датского Шлезвига и шведской Бирки, откуда жители ездили в Дорештадт… Экспансия самой Дании ещё не простиралась восточнее земли куршей; датско-новгородские торговые отношения впервые зафиксированы в XI веке». Появление же в «Повести временных лет» англосаксонского мотива о трёх братьях, который был, по мнению Пашуто, переработан в духе договора о приглашении на княжение, учёный связывал с «женитьбой Владимира Мономаха на дочери англосаксонского короля Гите, которая со своей свитой до отъезда на Русь укрывалась в Дании».
Данная гипотеза была поддержана также Б. А. Рыбаковым, рассматривалась Г. С. Лебедевым, И. В. Дубовым, Д. А. Мачинским, М. Б. Свердловым, Е. В. Пчеловым и др.
За отождествление Рюрика с Рёриком Ютландским высказывался А. Н. Кирпичников, на протяжении многих лет возглавлявший археологическое исследование Старой Ладоги.
После исследований Ладоги стало известно близкое соответствие археологических слоёв ютландского города Рибе и древнерусского города Ладога, что доказывает, что контакты между Данией и Русью были возможны.
Авторитетный специалист по внешней политике с связям Древней Руси А. В. Назаренко принадлежит к тем авторам, которые расценивают вероятность тождества Рюрика Славянского и Рюрика Фризского весьма скептически.
И. Н. Данилевский вслед за Пашуто считает, что искать связь Рюрика с Рёриком совершенно бесперспективное занятие, так как в тот период времени у восточных славян с датчанами никаких связей не было, а летописный Рюрик — вымышленный персонаж. Датский археолог Эльсе Роэсдаль из Орхусского университета также отрицает тождество Рюрика с Рориком Ютландским. Археолог П. П. Толочко отмечал, что ранее считалось, что датчан на Руси не было, однако в последнее время появились работы археологов, доказывающие регулярные связи Руси с Данией. Лингвист-скандинавист Е. А. Мельникова показала, что имя Рюрик было широко распространено в Скандинавии. Мельникова вслед за Ловьмянским считает, что версия отождествления этих правителей не имеет оснований, кроме совпадения имени и примерного периода жизни, так как исходя из письменных источников нельзя доказать контакты Дании и Руси.
Историк-источниковед Е. В. Пчелов в биографической книге «Рюрик» из серии «Жизнь замечательных людей» (2010) подробно разбирает все аргументы за и против отождествления Рюрика с Рёриком Фризским, не отдавая предпочтения ни одной из гипотез.
Филолог-славист А. А. Шахматов предполагал, что сказание о призвании варягов является поздней вставкой в текст в «Повести временных лет». По мнению Шахматова, оно возникло в 1070-е годы на основе местных новгородских или ладожских преданий и было включено в Начальный свод 1090-х годов. По мнению ряда других учёных, сказание присутствовало уже в раннем тексте летописи и имеет историческую основу. Также отмечается, что ранняя хронология «Повести временных лет» представляет собой результат искусственных калькуляций.